# Qingshan Linchang (bondby i Kina, Heilongjiang Sheng, lat 47,44, long 130,39)
Qingshan Linchang (kinesiska: 青山林场) är en bondby i Kina. Den ligger i provinsen Heilongjiang, i den nordöstra delen av landet, omkring 340 kilometer nordost om provinshuvudstaden Harbin. Antalet invånare är 519. Befolkningen består av 252 kvinnor och 267 män. Barn under 15 år utgör 4,0 %, vuxna 15-64 år 75 %, och äldre över 65 år 20,0 %.
Runt Qingshan Linchang är det ganska tätbefolkat, med 155 invånare per kvadratkilometer. Närmaste större samhälle är Hegang, 12,1 km sydväst om Qingshan Linchang. Omgivningarna runt Qingshan Linchang är en mosaik av jordbruksmark och naturlig växtlighet.
Genomsnittlig årsnederbörd är 907 millimeter. Den regnigaste månaden är juli, med i genomsnitt 212 mm nederbörd, och den torraste är januari, med 11 mm nederbörd.